# Marion Breckwoldt

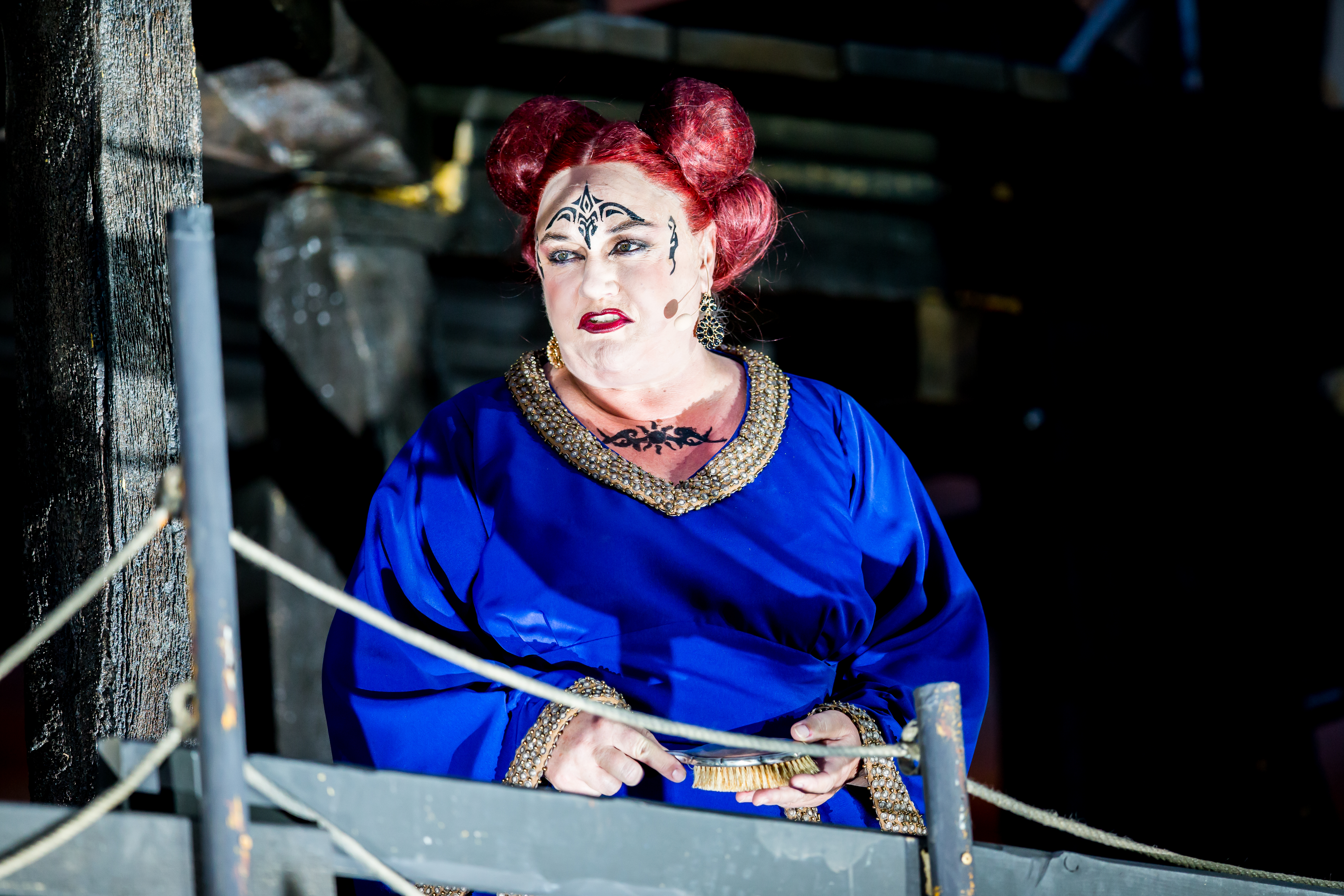
Marion Breckwoldt als „Zofe“ bei den Nibelungenfestspielen in Worms 2015

Marion Breckwoldt (* 19. September 1957 in Hamburg) ist eine deutsche Schauspielerin.

## Leben und Karriere

### Ausbildung und Theater
Marion Breckwoldt erhielt ihre schauspielerische Ausbildung an der Hamburger Hochschule für Musik und Theater. Nach Beendigung ihres Studiums zog es sie für zwei Jahre an das Wiener Burgtheater, ehe sie von 1983 bis 1988 ein Engagement bei den Münchner Kammerspielen hatte, wo sie unter anderem mit den Regisseuren Dieter Dorn und Alexander Lang zusammenarbeitete. 1989 wechselte Breckwoldt an das Deutsche Schauspielhaus in Hamburg, wo sie unter anderem bei Inszenierungen von Frank Castorf, Franz Wittenbrink, Karin Beier und Luk Perceval mitwirkte.
In der Spielzeit 2000/01 trat Breckwoldt in Inszenierungen von Luk Perceval, Anselm Weber und Christian Pade am Schauspiel Hannover auf und kehrte ab der Saison 2001/02 an die Münchner Kammerspiele zurück, wo sie seither in zahlreichen Inszenierungen, unter anderem von Jossi Wieler, Thirza Bruncken und Johan Simons zu sehen war. Seit der Spielzeit 2005/2006 ist Breckwoldt wieder Ensemblemitglied am Deutschen Schauspielhaus Hamburg. 2015 spielte Breckwoldt in der Inszenierung Eine Familie: August: Osage County von Tracy Letts im Ensemble mit u. a. Annette Frier und Felix von Manteuffel in Berlin im Theater am Kurfürstendamm. Im selben Jahr war sie bei den Nibelungenfestspielen in Worms als „Zofe“ zu sehen.

### Film und Fernsehen
Neben ihrer Arbeit auf der Bühne wirkte Breckwoldt in zahlreichen Film- und Fernsehproduktionen mit. Sie übernahm wiederholt Gastrollen in Serien wie Doppelter Einsatz,  Adelheid und ihre Mörder, Tatort, Notruf Hafenkante und Polizeiruf 110. Seit 2011 hat sie in der Vorabendserie Großstadtrevier eine wiederkehrende Gastrolle als Obdachlose Onna.
Breckwoldt sprach zudem bis 2017 die Ermittlerin Claudia Evernich in den von Radio Bremen produzierten Folgen des ARD Radio Tatorts.

## Filmografie (Auswahl)
- 1990–1992: Mau Mau
- 1993–1994: Nicht von schlechten Eltern
- 1994: Doppelter Einsatz (Fernsehserie, Folge Zahltag)
- 1994–1996: Adelheid und ihre Mörder (2 Folgen)
- 1996: Tatort: Parteifreunde (Fernsehreihe)
- 1997: Faust (Fernsehserie, Folge Tote weinen nicht)
- 1998: Die Sekretärinnen
- 1998: Die Unschuld der Krähen
- 1999: Tatort: Traumhaus
- 1999: Wut im Bauch
- 2000: Mein Bruder, der Idiot
- 2001: Stubbe – Von Fall zu Fall: Havanna Dream (Fernsehreihe)
- 2002: Die Affäre Semmeling (Sechsteiler)
- 2004: Die Verbrechen des Professor Capellari (Fernsehserie, Folge Der letzte Vorhang)
- 2004: Der Ermittler (Fernsehserie, Folge Nachtschwimmer)
- 2005: Am Tag als Bobby Ewing starb
- 2007: Der Dicke (Fernsehserie, Folge Tisch und Bett)
- 2007, 2009: Notruf Hafenkante (verschiedene Rollen, 2 Folgen)
- 2009: Notruf Hafenkante (Fernsehserie, Folge Matjeskrieg)
- 2011: Arschkalt
- seit 2011: Großstadtrevier (Fernsehserie, mehrere Folgen)
- 2012: Tatort: Hochzeitsnacht
- 2014: Ein Geschenk der Götter
- 2015: Vorsicht vor Leuten (Fernsehfilm)
- 2015: Tatort: Borowski und die Kinder von Gaarden
- 2015: Die Truckerin (Fernsehfilm)
- 2020: Polizeiruf 110: Der Tag wird kommen (Fernsehreihe)
- 2021: Sörensen hat Angst (Fernsehfilm)
- 2022: Over & Out

## Hörspiele (Auswahl)
- 1987: Hans Kruppa: Programmänderung; Regie: Hans Helge Ott (RB)
- 1991: Adolf Schröder: Berger und Levin Regie: Bernd Lau (NDR)
- 1997: Dagmar Scharsich: Radieschen von unten – Regie: Corinne Frottier (NDR)
- 2001: Esther Vilar: Eifersucht – Regie: Christiane Ohaus
- 2005: Michaela Melián: Föhrenwald – Regie: Michaela Melián (Original-Hörspiel – BR)
- 2006: Händl Klaus: Dunkel lockende Welt Regie: Erik Altorfer, DRS
- 2008: John von Düffel: Schrei der Gänse Regie: Christiane Ohaus (Radio-Tatort – RB)
- 2009: John von Düffel: Die Unsichtbare Regie: Christiane Ohaus (Radio-Tatort – RB)
- 2010: John von Düffel:  Das fünfte Gebot (Radio-Tatort – RB)
- 2010: Händl Klaus: Marderin im Dirndl. Regie: Erik Altorfer (DRS)
- 2011: John von Düffel: Wer sich umdreht oder lacht ... Regie: Christiane Ohaus (Radio-Tatort – RB)
- 2012: John von Düffel: Ein klarer Fall. Regie: Christiane Ohaus (Radio-Tatort – RB)
- 2013: Renate Görgen: Der hinkende Hund – Regie: Alexander Schuhmacher (Hörspiel – NDR)
- 2014: John von Düffel: Die Katze des Libanesen   – Regie: Christiane Ohaus (Radio-Tatort – RB)
- 2014: Katja Brunner: Von den Beinen zu kurz. Regie: Erik Altorfer (Hörspiel – WDR)
- 2015: John von Düffel: Die Toten ruhen (Hauptkommissarin Claudia Evernich) – Regie: Christiane Ohaus (Radio-Tatort – RB)

## Auszeichnungen
- 1994: Schauspielerin des Jahres
- 2005: Deutscher Hörbuchpreis in der Kategorie „Beste Interpretation“
- 2010: Rita-Tanck-Glaser-Schauspielpreis